# دوروثي ستوكس بوستويك
دوروثي ستوكس بوستويك (بالإنجليزية: Dorothy Stokes Bostwick)‏ هي قائدة هليكوبتر ‏ ورسامة أمريكية، ولدت في 26 مارس 1899 في مانهاتن في الولايات المتحدة، وتوفيت في 16 فبراير 2001.